# Dia da Língua Francesa nas Nações Unidas
Em 20 de março a Organização das Nações Unidas celebra o Dia da Língua Francesa nas Nações Unidas.

## Celebração
Em 19 de fevereiro de 2010, o Departamento de Informação Pública das Nações Unidas no documento OBV/853-PI-1926 aprovou a decisão de celebrar em 20 de março o Dia da Língua Francesa nas Nações Unidas.
A data escolhida comemora a fundação da Organização Internacional da Francofonia, organismo que reúne diferentes países de fala francesa, em 1970.